# Betty Miller
Betty Miller (ur. 27 marca 1925 w Bostonie, zm. 3 maja 2004 w Nowym Jorku) – aktorka amerykańska.
Pracowała dla filmu, teatru i telewizji. Niektóre role filmowe:
- The Pope of Greenwich Village
- A League of Their Own
- Leon: The Professional
- Bringing Out the Dead
- Angie
- Antigone
- Law & Order